# Premi a la millor jugadora europea de l'any de la FIBA
El Premi a la millor jugadora europea de l'any de la FIBA (en anglès: FIBA Europe Women's Player of the Year Award) fou un premi esportiu atorgat per FIBA Europa a la millor jugadora de bàsquet europea durant l'any natural. La guanyadora del premi es decidia en votació amb experts del bàsquet i aficionats. El primer premi s'atorgà el març de 2006 a la jugadora russa Maria Stepànova, que rebé el premi en dues ocasions més (2006, 2008). La mallorquina Alba Torrens fou escollida dues vegades millor jugadora europea de l'any (2011, 2014), mentre que Sancho Lyttle el rebé el 2013.

## Palmarès
| Edició | Any  | Jugadora                                            | refs. |
| ------ | ---- | --------------------------------------------------- | ----- |
| I      | 2005 | Maria Stepanova CSKA Samara / Phoenix Mercury       | [ 3 ] |
| II     | 2006 | Maria Stepanova (2) CSKA Samara                     | [ 3 ] |
| III    | 2007 | Anete Jēkabsone-Žogota Dinamo de Moscou             | [ 4 ] |
| IV     | 2008 | Maria Stepanova (3) CSKA Samara                     | [ 5 ] |
| V      | 2009 | Sandrine Gruda UMMC Iekaterinburg / Connecticut Sun | [ 6 ] |
| VI     | 2010 | Hana Horáková Fenerbahçe SK                         |       |
| VII    | 2011 | Alba Torrens Perfumerías Avenida / Galatasaray SK   |       |
| VIII   | 2012 | Céline Dumerc CJM Bourges Basket                    |       |
| IX     | 2013 | Sancho Lyttle Galatasaray SK                        |       |
| X      | 2014 | Alba Torrens (2) UMMC Iekaterinburg                 | [ 2 ] |